# Begunstigede (forsikring)
Begunstigede, i forsikringssammenhæng, er den eller de personer, som den forsikrede aktivt har bestemt til at skulle have en udbetaling efter sig – eksempelvis en sum penge ved den forsikredes død.
Der kan indsættes begunstigede i alle livs- og ulykkesforsikringer.

## Ekstern henvisning
- Familieadvokaten: Sådan indsætter du begunstigede

| Økonomi | Spire Denne artikel om økonomi er en spire som bør udbygges. Du er velkommen til at hjælpe Wikipedia ved at udvide den. |